# Північний Ємен на Олімпійських іграх
Північний Ємен брав участь у 2 літніх Олімпійських іграх: у 1984 році у Лос-Анджелесі і у 1988 році у Сеулі. Після об'єднання з Південним Єменом у 1990 році, Ємен почав виступати на Олімпійських іграх вже як єдина країна.
Всього на іграх ЄАР представляли 10 спортсменів, які брали участь у змаганнях з боротьби, дзюдо та легкої атлетики. Найбільша делегація представляла країну на Олімпійських іграх 1988 року (8 осіб).

## Кількість учасників на літніх Олімпійських іграх
| Вид спорту         | 1984 | 1988 | Всього |
| ------------------ | ---- | ---- | ------ |
| Боротьба           |      | 2    | 2      |
| Дзюдо              |      | 2    | 2      |
| Легка атлетика     | 2    | 4    | 6      |
| Всього спортсменів | 2    | 8    | 10     |